# Санжийн Баяр
Санжийн Баяр (Санжагийн Баяр, Санжаа Баяр), монг. Санжаагийн Баяр (род. 4 марта 1956, Улан-Батор) — монгольский политический и государственный деятель. Премьер-министр Монголии (22 ноября 2007 — 29 октября 2009).

## Биография
С 1988 года — член Монгольской народно-революционной партии. В 1997—2001 руководил администрацией президента Монголии, в 2001—2005 — посол Монголии в России, в 2005 избран генеральным секретарём МНРП. В октябре 2007 партийный Конгресс утвердил 377 против 229 голосов Баяра новым председателем партии вместо премьер-министра страны М. Энхболда, и следовательно, новым кандидатом на пост премьер-министра страны. 22 ноября 2007 парламент Монголии 97 голосами против 2 утвердил Баяра в должности премьер-министра Монголии.
В конце октября 2009 года Санжийн Баяр был госпитализирован из-за проблем с печенью, вызванных вирусом гепатита C. 27 октября он подал прошение об отставке по состоянию здоровья. 29 октября Великий хурал утвердил его отставку.
8 апреля 2010 года, также по «состоянию здоровья», Баяр подал в отставку с поста председателя МНРП.
В марте 2017 года назначен послом Монголии в Великобритании.